# 租税回避
租税回避（そぜいかいひ）とは、法の抜け穴を搔い潜る租税負担の軽減・排除のこと。主に税法や課税庁の意図しない方法で行われる点で節税と区別される。

## 概要
通常、私人は租税の支払いを逃れようとする。このとき、普通の法形式を使わずに、経済的合理性のない「異常な」法形式による取引（私法上の選択可能性の濫用）を行うことで、租税負担を回避することを「租税回避」と呼ぶ。租税回避は租税法律主義によって形式的には合法である。しかし、国税当局などからは租税公平主義やフリーライダーの観点から、容認できない不当な租税負担の軽減として扱われる。
このような法の抜け道をふさぐために、税法上の個別又は一般の否認規定を設けて課税の対象とされることがある。しかし、近年はタックス・ヘイヴンなどを用いた準拠法の違いなどに着目した租税回避商品の増加や、課税逃れ商品の販売会社に課税庁OBなどが参画したりと、一国の課税庁による規制だけでは、続々と登場する新たな租税回避手段を封じ込めることは困難を極めている。租税回避は学問上の概念であって、成文法上の概念ではない。
私法上、私人は私的自治の原則によって、異常な法形式による取引を行うことも自由である。しかし、租税法（公法）上は、租税法の公然欠缺（課税要件既定の欠缺）・隠れた欠缺（適用除外既定の欠缺）を利用して租税利益を得ることは望ましくなく、租税回避の否認によって、租税回避を防いでいる。

## 類似の概念との違い
脱税
課税要件の充足という事実を隠匿する行為によって違法に税の負担を逃れること。犯罪（脱税犯）とされている（所得税法238条1項・239条1項、法人税法159条1項など）。合法ではないという点で租税回避と区別される。
もっとも、法形式の回避を装っていても、実際は事実の隠匿であることもあり（隠匿された課税要件該当事実が認定されることを、しばしば、事実認定レベルにおける否認という）、注意を要する。また、私法上の性質決定の基準がはっきりしないことの影響で、事実の隠匿か法形式の回避かの区別はしばしば困難を伴い、国税当局との紛争に発展することもある。
なお、脱税の派生型として「無税」というのがある。賭け麻雀による違法所得やタンス預金の贈与など。
節税
税法の想定する範囲内の取引で合法に課税額の低減を図る行為。税制上あえて設けられた減税手段を用いるという点で、想定の範囲を超えた異常な法形式を採る租税回避とは区別される。ただし、両者には明確な差異はなく、社会通念により区別されるにとどまる。

## 主な租税回避の手法
租税裁定
税負担の軽い取引方法を選ぶこと。ある取引で同一・類似の経済的意義を有する法形式の選択肢が複数存在する場合、当事者があえて税負担の重い取引を行う理由はないから、通常は税負担の軽い方法が模索・選択される。
例えば納税者が所得計算上のマイナスの収支を作り出すことで所得額を圧縮することなどがあげられる。
1年目にキャッシュフロー（CF）を生み出す資産を取得し、その費用を取得時に全て計上することで、将来的なCFを非課税にするのと同じ効果を生じさせる。一般的な例としては、任意組合を用いた投資商品を装って航空機や船舶を購入しオペレーティングリースの収益を得るものが多い。
税法の想定する範囲内のもの（節税）とそうでないもの（租税回避）がある。

## 租税回避を肯定する立場
一般的に「国税当局の裏をかく」「ずるい金持ち」といったメディアの印象から租税回避を強く問題視する観点が脚光を浴びる一方で、租税回避の適法性を重視する立場も存在する。この場合、私人の租税回避は租税法の欠缺を知らしめるもので、租税回避の否認による国家の利益（税収）を合法性の原則や納税者の利益を犠牲にしてまで追求するべきではないとする。経済的自由主義や、租税を債権債務関係の一種として捉える租税債務関係説と親和性が高い。

## 租税回避の否認
租税回避行為の否認とは、課税上、租税回避のために実際に行なわれた法形式を無視し、通常の法形式が行われたものとして取り扱うこと。租税回避のための規定を租税回避の否認規定と言い、通常の課税要件既定に対応して補充的課税要件既定・代替的課税要件既定とも言う。
租税回避の否認規定には特定の異常な法形式・事実行為による租税回避を否認する個別的否認規定と、一般的に異常な法形式・事実行為を否認する一般的否認規定（包括的否認規定）が存在する。後者はドイツ租税通則法第42条が代表的な規定として挙げられる。日本には後者が存在しないが、所得税法第157条などの前者が存在する。課税要件明確主義や予見可能性・法的安定性の観点からは前者の方が好ましいとされている。
租税回避の否認は新たな課税要件（代替的課税要件・補充的課税要件）の創設とそれによる課税を意味するため、租税法律主義の元では明文の規定を必要とする。

### 実質課税の問題点
租税回避は形式的には合法な行為だが、想定の範囲を超えた異常な法形式を用いていることから、租税法上その法形式を容認するか無視するかという問題が生ずる。
租税法上、個別に規定があれば、同規定に基づいて租税回避を否認することに問題はない。しかし、租税回避を否認する規定がない場合の取り扱いについては議論が分かれる。否認を認めないと、租税回避行為者と通常の法形式によった者との間に不公平が生ずる。反面、租税回避を否認し課税を行なうと租税法律主義に反する。通説では、法律の根拠（総則ないし個別の否認規定）がない限り、租税回避行為の否認は認められないと考えられている。この通説の立場からは、租税回避に対応するためには、新たな租税回避の類型が現れるたび、個別の否認行為を迅速に立法する必要があるとの主張がなされている。